# Antusa di Costantinopoli
Antusa di Costantinopoli (Costantinopoli, 750 – Costantinopoli, 801) era figlia dell'imperatore Costantino V Copronimo e della sua terza moglie Eudochia, considerata santa dalla Chiese cristiane, seppur alcune differiscano sul motivo della sua morte (martire per quelle orientali, mentre non è annoverata fra i martiri nel Martirologio latino).

## Biografia
Negli anni della sua adolescenza il regno rimase profondamente scosso dai problemi legati al tema dell'iconoclastia. Condannato il culto delle immagini come pratica eretica dal Concilio di Hieria, venne bandito dal re con rigore e poi perseguitato aspramente, colpendo perlopiù monaci.
La principessa Antusa, non condividendo le decisioni del padre, decise di rinunciare al matrimonio e di dedicare la propria vita a Dio distribuendo le proprie ricchezze ai poveri, riscattando schiavi ed edificando chiese.
Nel 780, quando morì il re Leone IV (fratellastro di lei, succeduto sul trono al padre), la moglie dello stesso, Irene l'Ateniana, diventata reggente del figlio Costantino VI, le propose di associarsi a lei nella gestione dell'impero, incontrandone tuttavia il rifiuto,  essendo Antusa ormai dedita esclusivamente alla vita religiosa.
Dopo numerose opere di carità e di assistenza agli orfani, ricevette l'abito monacale nel 784 dal patriarca San Tarasio nel monastero della Concordia di Costantinopoli, dove rimase negli ultimi anni della sua vita.

## Culto
La Chiesa cattolica la ricorda il giorno 18 aprile:
(Martirologio Romano)